# 皇家公主號
皇家公主號（英語：MS Royal Princess），是公主郵輪旗下的皇家級郵輪，由Fincantieri船廠於意大利蒙法爾科內建造；排水量達141,000英噸，載客量3,600人，是目前該公司的旗艦。
根據英國傳統，在英國皇家海軍陸戰隊和愛爾蘭衛隊風笛手的陪同下，劍橋公爵夫人於2013年6月13日在一個位於修咸頓的典禮中將船艦命名為「皇家公主號」。

## 首航
皇家公主號於2013年6月16日首航，從修咸頓出發，先後到訪西班牙的維戈、里斯本、直布羅陀、馬拉加及巴塞隆拿。

## 外部連結
- 官方网站